# غزغرد (كوه بنج)
غزغرد (بالفارسية: گزگرد) هي قرية تقع في إيران في البلدة المركزية. يقدر عدد سكانها بـ 16 نسمة .